# Ludovico Pogliaghi
Ludovico Pogliaghi (parfois écrit Lodovico Pogliaghi) (Milan, 7 janvier 1857 – Santa Maria del Monte de Varèse, 30 juin 1950) est un peintre, sculpteur et décorateur italien.

## Biographie
Ludovico Pogliaghi est né d'une famille milanaise de classe moyenne supérieure. En 1889, il s'inscrit très jeune à l'Académie de Brera et y fait ses études influencé par Giuseppe Bertini, qui lui enseigne la peinture.
Dans les années 1880, il obtient des commandes importantes pour la décoration artistique des palaces appartenant à l'aristocratie milanaise. Il réalise également des œuvres religieuses et se lance dans une carrière d'illustrateur de sujets historiques pour la maison d'édition « Treves » à Milan.
Pendant sa maturité, depuis le milieu des années 1880, il se retire dans sa maison-musée de Santa Maria del Monte, où il se consacre à sa collection d'art ancien.
En 1890, il est nommé professeur de décoration à l'Académie de Brera, et en 1895, il remporte un concours pour la conception des portes de bronze du Dôme de Milan.
Pendant les années 1920, tout en continuant à exercer ses fonctions officielles, il s'écarte progressivement du monde de l'art, se consacrant principalement aux commandes de l'église.

## Œuvres

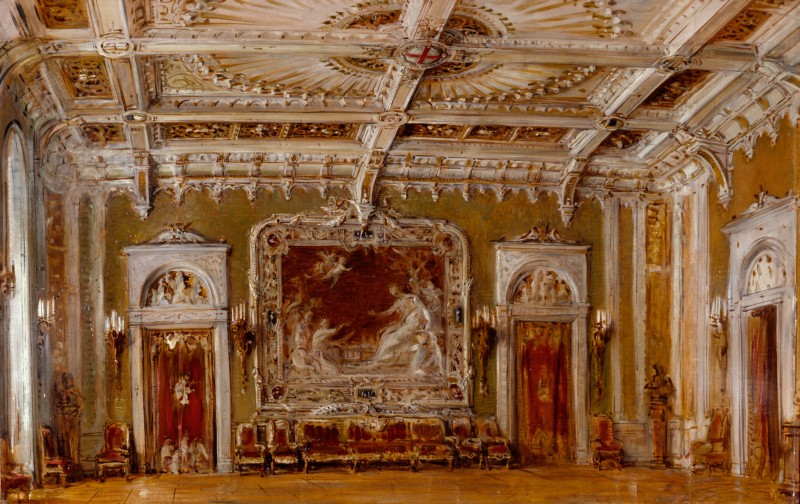
Le salon d'honneur de la « Caisse d'Épargne des provinces lombardes » (Fondazione Cariplo)
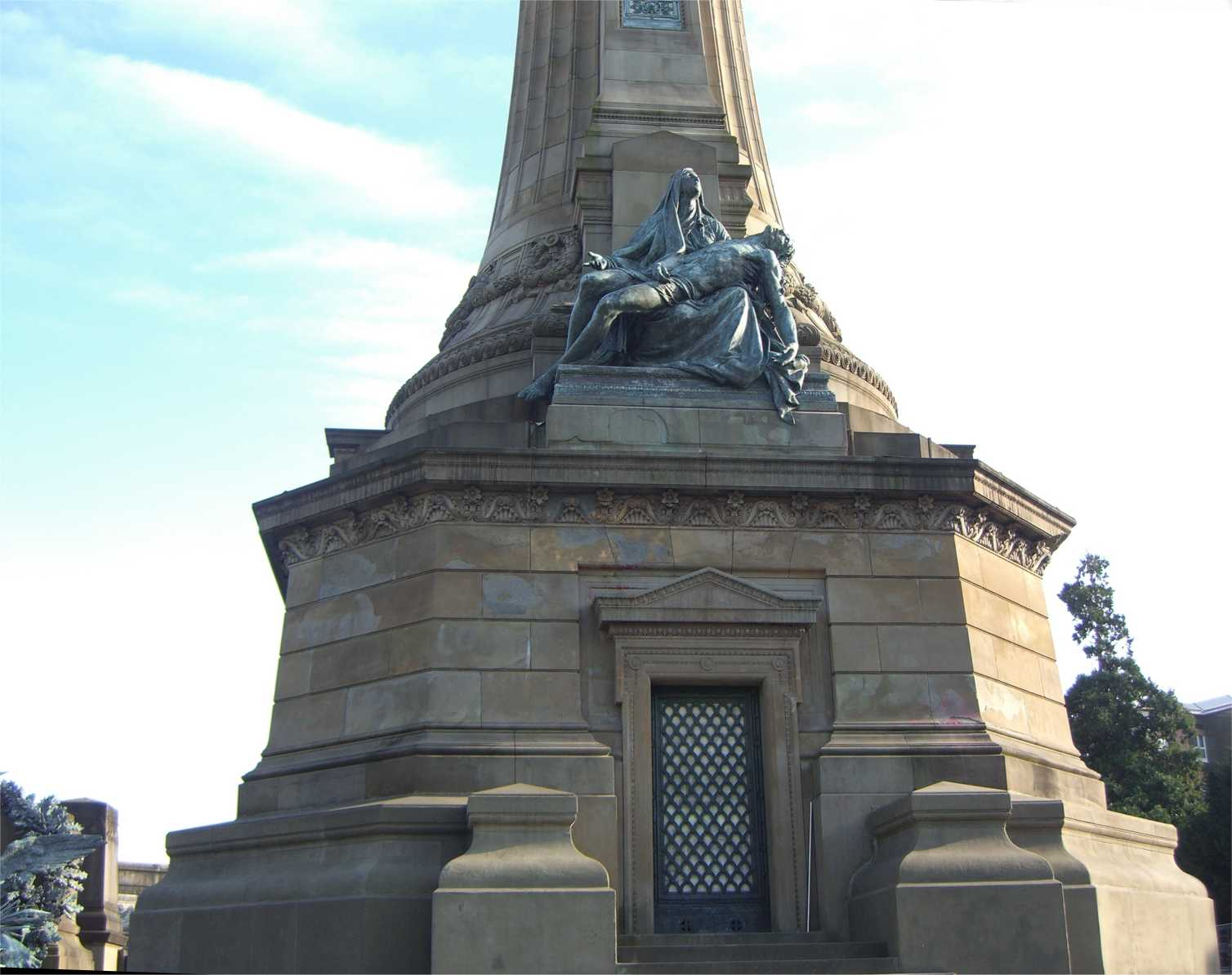
Pietà, bronze, chapelle expiatoire de Monza.